# Transnational Speedway League: Anthems, Anecdotes and Undeniable Truths
Albums de Clutch
Clutch
(1995)
Transnational Speedway League: Anthems, Anecdotes and Undeniable Truths est le premier album du groupe américain de stoner rock Clutch, publié le 17 août 1993, par East West Records.

## Liste des chansons
Toutes les chansons sont écrites et composées par Clutch.
| No  | Titre                                               | Durée |
| --- | --------------------------------------------------- | ----- |
| 1.  | A Shogun Named Marcus                               | 2:52  |
| 2.  | El Jefe Speaks                                      | 3:49  |
| 3.  | Binge and Purge                                     | 6:29  |
| 4.  | 12 Ounce Epilogue                                   | 2:49  |
| 5.  | Bacchanal                                           | 4:11  |
| 6.  | Milk of Human Kindness                              | 4:17  |
| 7.  | Rats                                                | 2:45  |
| 8.  | Earthworm                                           | 4:31  |
| 9.  | Heirloom 13                                         | 5:34  |
| 10. | Walking in the Great Shining Path of Monster Trucks | 3:43  |
| 11. | Effigy                                              | 5:09  |